# Johowinong
Johowinong is een bestuurslaag in het regentschap Jombang van de provincie Oost-Java, Indonesië. Johowinong telt 3766 inwoners (volkstelling 2010).